# 카를로스 핀라이

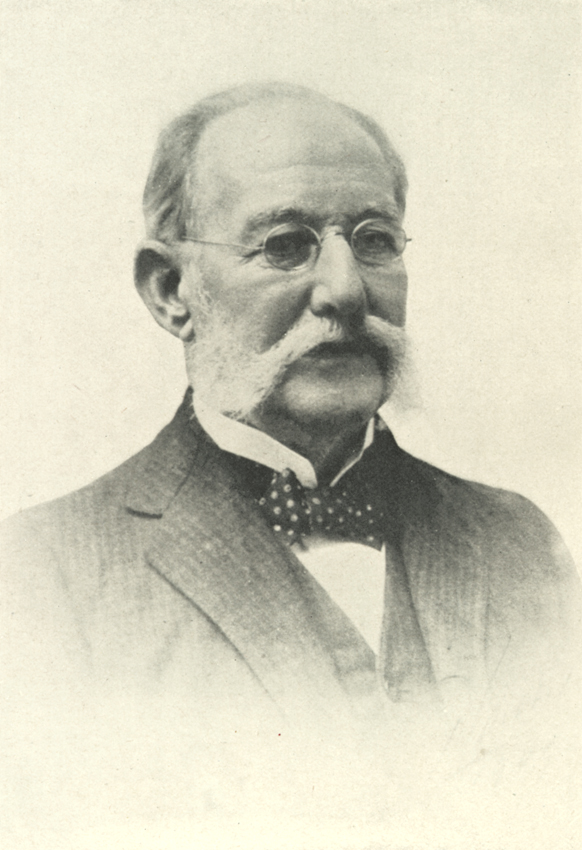

카를로스 후안 핀라이(Carlos Juan Finlay, 1833년 12월 3일 ~ 1915년 8월 20일)는 쿠바의 의사이다.
황열이 이집트모기에 의해 전염된다는 것을 처음으로 증명했다. 이에 따라 미국의 황열병위원회에서 1900년에 쿠바의 아바나를 방문했고, 자신의 이론이 옳다는 것을 확인시켰다.